# Bernhard Pollack

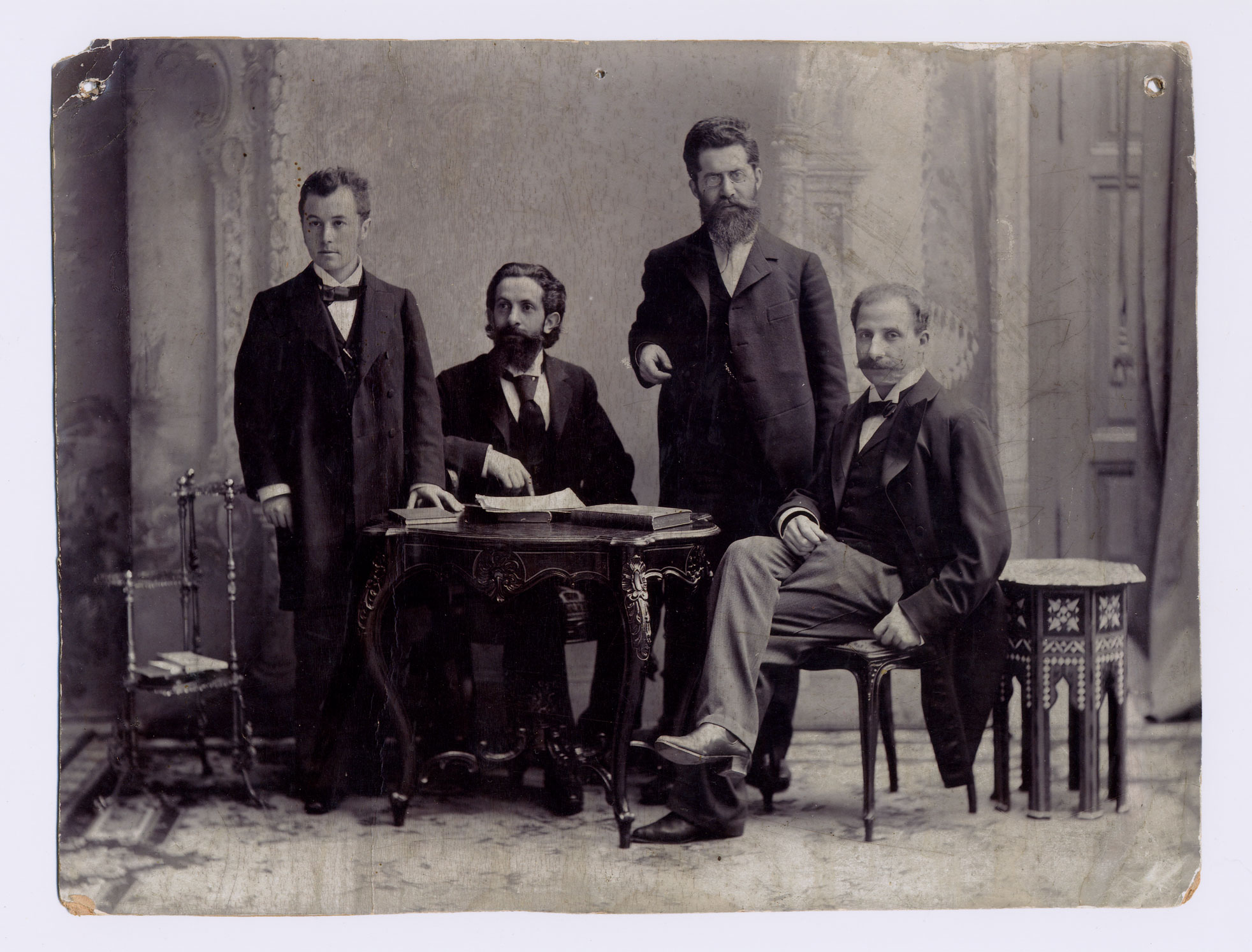
Von links Siegfried Kalischer, Edward Flatau, Louis Jacobsohn-Lask, Bernhard Pollack. Berlin um 1900

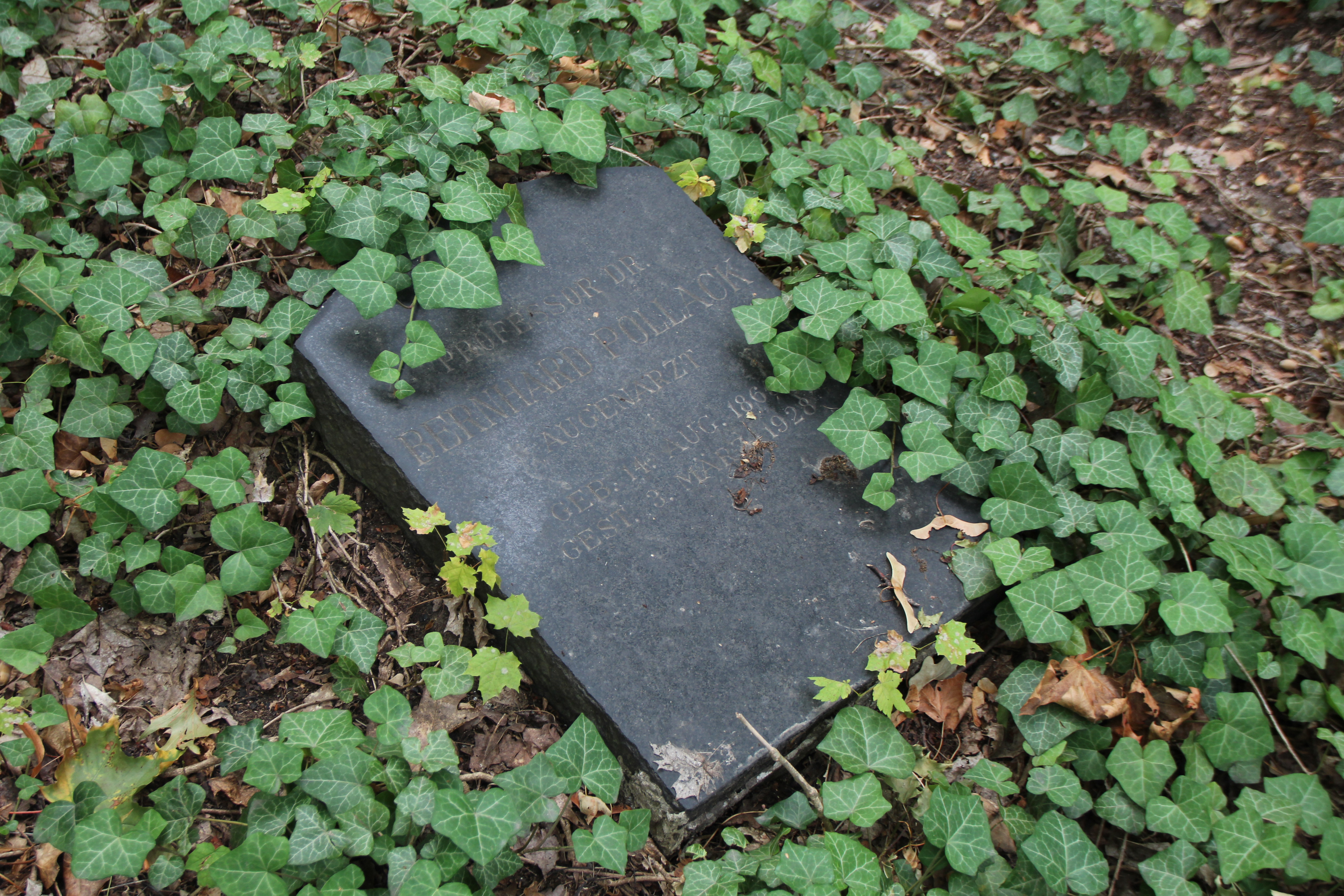
Grab von Bernhard Pollack auf dem jüdischen Friedhof in Berlin-Weißensee

Bernhard Pollack (* 14. August 1865; † 3. März 1928 in Berlin) war ein deutscher Augenarzt und Neuroanatom, Professor für Augenheilkunde an der Friedrich-Wilhelms-Universität Berlin und anerkannter Pianist.

## Leben
Sein Vater Jakob Pollack war Kaufmann in Berlin, seine Mutter, geb. Ledermann, stammte aus Schlesien. Er hatte zwei ältere Brüder, Joseph und Paul. Seine Schwester Clara (1857–1896) war die Mutter von Richard Lichtheim. Seine zweite Schwester Betty, verh. Friedmann, wurde in Auschwitz ermordet.
Er war der erste Ehemann der Schauspielerin und Sopranistin Fritzi Massary (1882–1969). Die Ehe dauerte nur kurz. 1912 heiratete Pollack zum zweiten Mal, die Baronin Marie Elisabeth (Miky) Popper von Podhrágy (1887–1922), die Tochter von Berthold Freiherr Popper von Podhrágy (1857–1929) und Katharina Löwenstein. Sie hatten einen Sohn, Hanns.
Er starb 1928 und wurde auf dem Jüdischen Friedhof Berlin-Weißensee bestattet (Feld H Abteilung II).

## Wissenschaftliche Laufbahn
Pollack studierte an der Universität Heidelberg und an der Universität Leipzig. 1893 promovierte er  bei Carl Weigert über metastatischen Lungenkrebs. Nach Abschluss seines Studiums ließ er sich in Berlin nieder. Dort arbeitete er von 1898 bis 1904 als Assistent in der Poliklinik von Emanuel Mendel, im Anatomischen Institut bei Heinrich Wilhelm Waldeyer, am Institut für Infektionskrankheiten von Robert Koch und in der Augenklinik von Paul Silex. In Mendels Praxis arbeitete er mit dem polnischen Neurologen Edward Flatau zusammen und freundete sich mit ihm an.  Er veröffentlichte Werke mit ihm und Max Bielschowsky. Anfang 1897 veröffentlichte er ein Handbuch für Die Färbetechnik für das Nervensystem, das sich mit der Frage der mikroskopischen Färbetechniken für neuroanatomische Präparate befasst und ins Englische und Französische übersetzt wurde. 1905 erschien die dritte Ausgabe des Buches auf Deutsch.
1919 wurde er Professor für Augenheilkunde an der Friedrich-Wilhelms-Universität Berlin.

## Der Musiker Pollack
Neben seiner Tätigkeit als Arzt war Pollack ein anerkannter Pianist. Er war Schüler von Moritz Moszkowski in Berlin. Er trat mit Fritz Kreisler und dem Geiger József Szigeti auf. Zu seinen Freunden gehörten Emil von Sauer, Moriz Rosenthal, Teresa Carreño, Józef Hofmann, Leopold Godowski und Fannie Bloomfield-Zeisler. Im Jahr 1911 war er einer der Gründer und der erste Dirigent des Berliner Ärzte-Orchesters.

## Werke (Auswahl)
- Ueber metastatische Lungentumoren. Inauguraldissertation. Heidelberg, 1893[3]
- Einige Bemerkungen über die Neuroglia und Neurogliafärbung. In: Archiv für mikroskopische Anatomie. Band 48, Nr. 1, 1896, S. 274–280, doi:10.1007/BF02977432.
- Fortschritte der microscopischen Technik für die Untersuchung des Nervensystems. In: Monatsschrift für Psychiatrie und Neurologie. Band 2, Nr. 4, 1897, S. 299–306, doi:10.1159/000228868.
- Kempner W., Pollack B. Die Wirkung des Botulismustoxins (Fleischgiftes) und seines specifischen Antitoxins auf die Nervenzellen. Deutsche Medizinische Wochenschrift 23, S. 505–507, 1897
- Neuere Arbeiten aus dem Gebiete der mikroskopischen Anatomie des Nervensystems, mit Einschluss des Faserverlaufs. In: Monatsschrift für Psychiatrie und Neurologie. Band 3, Nr. 2, 1898, S. 196–201, doi:10.1159/000228793.
- Bericht über die Vorträge aus dem Gebiete der Neurologie auf dem XV. Congress für innere Medicin zu Berlin, 9. – 12. Juni 1897. In: Monatsschrift für Psychiatrie und Neurologie. Band 2, Nr. 2, 1897, S. 163–169, doi:10.1159/000228855.
- Methods of Staining the Nervous System; Translated from the second German edition by William R. Jack. Glasgow: F. Bauermeister; London: Whittaker & Co., 1899
- Les méthodes de préparation et de coloration du système nerveux; traduit de l'allemand par Jean Nicolaidi. Paris: Carré & Naud, 1900
- Verhalten der Sclera bei Panophthalmie. Zeitschrift für Augenheilkunde 9, S. 218–223, 1903
- Bielschowsky M., Pollack B. Zur Kenntnis der Innervation des Siugethierauges. Neurologisches Centralblatt 23, 387, 1904
- Kurzezunge, Pollack B. Ein Fall von primärer Neubildung auf der Papille des Optikus. Zeitschrift für Augenheilkunde 10 (4), 1904
- Die Färbetechnik für das Nervensystem. S. Karger, Berlin, 1905
- Kostenlose Augenuntersuchung: eine Warnung. Der praktische Arzt 10, 215–221, 248–250, 1916
- Geheimrat Professor Dr. Silex. Berliner Tageblatt 47, S. 3 (18. März 1918)
- Gliom des Optikus. Berliner klinische Wochenschrift 58, S. 210–211, 1921
- Demonstration einer Filaria Loa. Klinische Wochenschrift 2, 1621, 1923
- Erinnerungen an Moritz Moszkowski. Berliner Tageblatt Handels-Zeitung 54, S. 2–3 (14. März 1925)
- „Gliom des Nervus opticus“. W: Bornsztajn M. (red.) Księga jubileuszowa Edwarda Flataua. Warszawa: Gebethner-Wolff, 1929 S. 595–600